# Bottrop Hauptbahnhof
Bottrop Hauptbahnhof – stacja kolejowa w Bottrop, w kraju związkowym Nadrenia Północna-Westfalia, w Niemczech. Według klasyfikacji Deutsche Bahn posiada 4 kategorię. Znajdują się tu 2 perony.